# Соларис (филм, 2002)
„Соларис“ (на английски: Solaris) е американска научнофантастична драма от 2002 година, режисирана от Стивън Содърбърг, продуцирана от Джеймс Камерън и Джон Ландау. Във филма участват Джордж Клуни и Наташа Макълоун. Филмът е адаптация на едноименния роман на Станислав Лем.